# Cam Keith
Cam Keith (* 22. Dezember 1980 in Nelson, British Columbia) ist ein kanadischer Eishockeyspieler, der zuletzt bei den Eispiraten Crimmitschau in der DEL2 unter Vertrag stand.

## Karriere
Cam Keith begann seine Karriere als Eishockeyspieler in der Mannschaft der University of Alaska Fairbanks, für die er von 2000 bis 2004 in der National Collegiate Athletic Association aktiv war. Anschließend gab er gegen Ende der Saison 2003/04 für das Hartford Wolf Pack aus der American Hockey League sein Debüt im professionellen Eishockey. Die folgende Spielzeit verbrachte der Flügelspieler bei den Pensacola Ice Pilots aus der ECHL sowie den St. John’s Maple Leafs aus der AHL. Zwischen 2005 und 2009 spielte der Linksschütze parallel für die Peoria Rivermen in der AHL und die Alaska Aces in der ECHL. 
Zur Saison 2009/10 wechselte Keith zum SG Cortina in die italienische Serie A1. Anschließend erhielt er für die Saison 2010/11 einen Vertrag bei den Kassel Huskies aus der Deutschen Eishockey Liga, verließ den Verein jedoch, da dieser im Sommer 2010 aufgelöst wurde. Im September 2010 unterzeichnete der Angreifer bei den Arizona Sundogs in der Central Hockey League. Zwischen Mai 2011 und 2014 stand Keith bei den Eispiraten Crimmitschau in der 2. Eishockey-Bundesliga unter Vertrag.
Seit der Saison 2014/2015 ist Keith als Co-Trainer bei den Cincinnati Cyclones in der ECHL engagiert.

## Erfolge und Auszeichnungen
- 2006 Kelly-Cup-Gewinn mit den Alaska Aces

## Statistik
(Stand: Ende der Saison 2009/10)